# Août 2018
Août 2018 est le 8e mois de l'année 2018.

## Évènements
- 1er août : la médaille Fields est remise à Caucher Birkar, Alessio Figalli, Peter Scholze et Akshay Venkatesh.
- 2 août : 
  - Apple devient la première entreprise privée à valoir plus de mille milliards de dollars en bourse[réf. nécessaire].
  - fin de l'offensive de Deraa, en Syrie.
  - début des premiers championnats sportifs européens à Glasgow en Écosse et Berlin en Allemagne.
- 2 au 5 août : championnats d'Europe d'aviron à Glasgow en Écosse.
- 2 au 5 août : championnats d'Europe de gymnastique artistique féminine à Glasgow en Écosse.
- 2 au 7 août : championnats d'Europe de cyclisme sur piste à Glasgow en Écosse.
- 3 août : un double attentat-suicide perpétré par des kamikazes dissimulés sous des burqas dans une mosquée chiite fait au moins 35 morts et 94 blessés à Gardêz, dans l'est de l'Afghanistan[1]. L'attaque est revendiquée le lendemain par l'État islamique, via son agence de presse Amaq[2].
- 3 au 12 août : championnats d'Europe de natation à Glasgow en Écosse.
- 4 août :
  - le président vénézuélien Nicolás Maduro échappe à une tentative d'assassinat à l'aide de drones chargés d'explosif. L'attentat fait néanmoins fait sept blessés parmi des militaires[3].
  - l'écrasement d'un Ju 52 dans les Grisons en Suisse fait vingt morts[4].
- 5 août : un nouveau tremblement de terre de magnitude 7 tue 439 personnes sur l'île de Lombok en Indonésie.
- 5 au 12 août : championnats d'Europe de cyclisme sur route à Glasgow en Écosse.
- 6 août : l'explosion accidentelle d'un camion de produits inflammables provoque 2 morts, 68 blessés et la destruction d'un pont dans la banlieue de Bologne en Italie[5],[6].
- 6 au 12 août : championnats d'Europe d'athlétisme à Berlin en Allemagne.
- 7 août : le Premier ministre éthiopien Abiy Ahmed signe un accord de paix avec la rébellion sécessionniste du Front de libération Oromo  active depuis les années 1970.
- 8 août : alors qu'elle n'est diplômée que depuis une semaine, la mathématicienne Lisa Piccirillo résout le Nœud de Conway, pourtant irrésolu depuis 48 ans (la solution sera publiée en février 2020 dans Annals of Mathematics)[7],[8].
- 9 août : durant la guerre civile yéménite, les Frappes aériennes à Dahyan contre un bus civil provoquent un scandale international en tuant 40 enfants (sur un total de 51 morts).
- 9 au 11 août : championnats d'Europe de triathlon à Glasgow en Écosse.
- 9 au 12 août : championnats d'Europe de gymnastique artistique masculine à Glasgow en Écosse.
- 10 août : une fusillade fait quatre morts à Fredericton au Canada[9].
- 11 août : éclipse partielle de Soleil visible dans le nord de l'Europe et de l'Asie.
- 12 août :
  - Ibrahim Boubacar Keïta est réélu au second tour de l'élection présidentielle au Mali ;
  - la sonde Parker, premier objet humain destiné à atteindre la couronne solaire pour l'étudier, est lancée ;
  - la Russie, le Kazakhstan, l’Azerbaïdjan, l’Iran et le Turkménistan signent la convention sur le statut de la mer Caspienne.
- 14 août :
  - l'effondrement du pont Morandi à Gênes (Italie) provoque la mort de 43 personnes, en blesse 15 autres et coupe l'autoroute A10 ;
  - un attentat à Londres à la voiture-bélier fait trois blessés[10], le conducteur est arrêté par la police ;
  - un accident de bus provoque 24 morts et 19 blessés à proximité de Quito, en Équateur[11].
- 15 août :
  - une offensive des talibans à Ghazni est repoussée par l’armée afghane ;
  - annonce de la détection de fer et de titane dans l'atmosphère de KELT-9 b, une exoplanète de type Jupiter ultra-chaud[réf. nécessaire].
- 15-26 août : des inondations dans l’État du Kerala, en Inde, causent 445 morts et 15 disparitions[12],[13].
- 16 août : meurtre de Vanesa Campos à Paris.
- 17 août : 
  - l'ancien champion du monde de cricket Imran Khan est élu Premier ministre du Pakistan après la victoire de son parti aux législatives.
  - un météoroïde se désintègre dans le ciel de l'État d'Alabama.
- 20 août :
  - au Venezuela, le bolivar souverain remplace le bolivar fort au taux de 1 bolivar souverain pour 100 000 bolivars forts ;
  - la compilation Their Greatest Hits (1971–1975) des Eagles redevient l'album le plus vendu de tous les temps, avec 38 millions d'exemplaires vendus en format physique ou streaming, récupérant la place que Thriller de Michael Jackson lui avait ravi[14] ;
  - confirmation par la NASA de la présence de glace d'eau sur la Lune, découverte en 2008 dans des cratères proches des pôles par la sonde Chandrayaan-1 envoyée par l'Organisation indienne pour la recherche spatiale[15].
  - première grève étudiante pour le climat, initiée par Greta Thunberg, à Stockholm en Suède.
- 20 au 31 août : 30e assemblée générale de l'Union astronomique internationale, à Vienne en Autriche.
- 22 août : Les résultats de l'analyse d'un fragment osseux d'une adolescente de Denisova de 50.000 ans (désormais appelée Denny pour "Denisova-11"), publiés dans Nature, démontrent qu'il s'agit d'une hybride entre les Dénisoviens et les Néandertaliens, ce qui prouve que ces deux espèces d'hominidés s'accouplaient et pouvaient avoir une descendance[16].
- 24 août : défié par sa majorité parlementaire, le Premier ministre australien Malcolm Turnbull démissionne et est remplacé par Scott Morrison.
- 26 août :
  - référendum en Colombie sur sept questions d'origine populaire ;
  - élu le 30 juillet pour un second mandat, le président zimbabwéen Emmerson Mnangagwa prête serment.
- Depuis le 26 août : le meurtre d'un Allemand imputé à deux migrants irakien et syriens déclenche plusieurs jours de manifestations de plusieurs centaines voire plusieurs milliers de personnes (jusqu'à 6 000 le 27 août) à l'appel d'organisations d'extrême-droite, à Chemnitz en Allemagne, accompagnées de « chasses collectives » contre les étrangers et d'agressions xénophobes (dont au moins une en dehors de Chemnitz à Wismar)[17],[18].
- 27 août : les forces de sécurité afghanes (en) abandonnent le district de Ghormach (en) (au sud-ouest de la province de Faryab) aux taliban[19].
- 30 août : la rupture du barrage Swar Chaung (région de Bago) en Birmanie entraîne l'évacuation de 14 000 personnes[20].
- 31 août : mort dans une explosion d'Alexandre Zakhartchenko, président et Premier ministre de l'autoproclamée république populaire de Donetsk, et dernier dirigeant historique des séparatistes pro-russes à l'est de l'Ukraine (tous les autres étant morts au cours de la guerre du Donbass ou ayant dû démissionner à cause du Coup d'État de 2017 à Louhansk)